# Norðfjörður
Norðfjörður (isl. "fiord północny") – fiord we wschodniej  Islandii, w regionie Fiordów Wschodnich, jedna z trzech odnóg zatoki Norðfjarðarflói (pozostałe to Hellisfjörður i Viðfjörður). Wcina się w ląd na około 4 km, a przy wejściu ma szerokość około 2 km. Masywy górskie po jego północnej stronie sięgają 800–900 m n.p.m., a po południowej 500–550 m n.p.m..
Na północnym brzegu fiordu położona jest miejscowość Neskaupstaður. Dotrzeć można do niej drogą nr 92, która łączy się z drogą krajową nr 1 w okolicach miejscowości Reyðarfjörður po pokonaniu tunelu Norðfjarðargöng między Neskaupstaður a Eskifjörður. Na zachodnim krańcu fiordu przy ujściu rzeki Norðfjarðará wybudowano port lotniczy Norðfjörður.
Tereny nad fiordem wchodzą w skład gminy Fjarðabyggð.